# Aperturkorrektur
Der Begriff Aperturkorrektur hat seinen Ursprung in der Technik analoger Fernsehkameras wird heutzutage aber auch bei der Bilderzeugung durch digitale Kameras benutzt.
Apertur (Öffnungsweite) meint bei analogen Fernsehkameras die Größe des Elektronenstrahls, der zur Bilderzeugung im Vidicon benutzt wird. Bei digitalen Kameras ist damit die Größe des einzelnen Pixels des CCD-Chips gemeint.

Die Öffnungsweite erzeugt in ihrem Randbereich Unschärfe. Die Aperturkorrektur versucht diese Unschärfe zu korrigieren.
Um bei dieser Korrektur Alias-Effekte zu verhindern, die beispielsweise Moiré-Muster produzieren, wird die Übertragungsfunktion gemäß dem Nyquist-Shannon-Abtasttheorem auf die halbe Grenzfrequenz begrenzt. Dazu wird dem Chip ein räumlicher Tiefpassfilter vorgeschaltet. Um die Flankensteilheit zu erhöhen, werden höhere Frequenzanteile im Bild angehoben -- die Aperturkorrektur. Der Übergang von einer Aperturkorrektur zu einer Bild-Schärfung ist fließend.